# آماندا آلدریج
آماندا آلدریج (انگلیسی: Amanda Aldridge; ۱۰ مارس ۱۸۶۶ – ۹ مارس ۱۹۵۶) خواننده اپرا، مربی موسیقی، و آهنگساز اهل بریتانیا بود.